# Nu of nooit (Monica Geuze)
Nu of nooit is een lied van de Nederlandse vlogger en dj Monica Geuze in samenwerking met de Nederlandse zangers Ruben Annink en Jonna Fraser. Het werd in 2016 als single uitgebracht.

## Achtergrond
Nu of nooit is geschreven door Ruben Annink, Glen Faria en Jonathan Grando en geproduceerd door Project Money. Het is een nummer uit het genre nederhop. In het lied rappen en zingen de artiesten over hoe zijn zich voelen bij een bepaald meisje. Hoewel Monica Geuze als eerste artiest op het lied staat toegeschreven, was ze niet zingend op het lied te horen en deed ze ook de productie niet. Naar eigen zeggen waren haar bijdragen aan het nummer het originele idee, het samenbrengen van de artiesten en het uitbrengen van het nummer en clip op haar YouTube-kanaal. Het is anno 2023 de laatste single die de vlogger heeft uitgebracht. De single heeft in Nederland de gouden status.
Van het nummer werd door Annink een akoestische versie opgenomen, die hij in hetzelfde jaar als single uitbracht.

## Hitnoteringen
De artiesten hadden succes met het lied in de hitlijsten van Nederland. Het piekte op de 34e plaats van de Nederlandse Single Top 100 en stond tien weken in deze hitlijst. De Nederlandse Top 40 werd niet bereikt; het kwam hier tot de zesde plaats van de Tipparade.